# Roberto Herreros
Roberto Herreros Marrodán (Herce, La Rioja, 26 de diciembre de 1948- Logroño, 23 de mayo de 2023) fue un cantante y compositor español que, tras varias décadas dedicadas al mundo de la música, lanzó su primer disco en 2007 con el título de Mi asignatura pendiente.

## Biografía
Nacido en la localidad riojana de Herce, se trasladó con cinco años a Calahorra. Desde muy pequeño comenzó a cantar. En los años 60 fundó la banda Los Vampiros Negros, que más tarde se convertirían en Los Aster, un grupo muy conocido en La Rioja y provincias limítrofes en aquella época. En 1972 forma con integrantes de Los Vientos el grupo Abraham, que también tuvo una gran repercusión en la zona. Tras su disolución comenzó a cantar en solitario en diversos clubs de Barcelona. En la década de los años 80 actuó con diferentes músicos en locales de La Rioja, Navarra y Álava. A finales de los años 90 colaboró con la banda riojana Los Yankos y en 2000 formó junto a miembros de Ñam, Curtis y Los Reverendos la banda tributo a The Beatles Strawberry Friends Forever, que estuvo activa hasta 2007. 
En 2007 saca a la venta su primer disco en solitario, Mi asignatura pendiente.
En 2013 publica su segundo álbum, Caminando. 
En 2015 edita su tercer trabajo, El futuro es cada mañana.

## Discografía

### Mi asignatura pendiente (2007)
El 24 de noviembre de 2007 presentó en el Teatro Ideal de Calahorra su primer disco, titulado Mi asignatura pendiente, con canciones compuestas en su mayoría por él mismo, y con la colaboración en la producción del también riojano Chema Purón, compositor que ha producido temas para cantantes tan conocidos como José Luis Rodríguez "El Puma", Nana Mouskouri, Paloma San Basilio o Francisco.
Son diez canciones, en las cuales se aprecian los grupos y solistas que han influido siempre en su música, como The Beatles, The Byrds, Neil Young, Kevin Ayers, Cánovas, Rodrigo, Adolfo y Guzmán o Los Secretos.
- Escuchando un viejo blues
- Abajo el fracaso
- Sueños de utopía
- S.O.S. (que alguien reparta cordura)
- El amor necesita un perdedor
- El cangrejo cruel
- Dime qué te sucedió
- Y tú no estás
- Vámonos lejos
- ¡Por qué te has ido!

### Caminando (2012)
En octubre de 2012 publicó su segundo trabajo, Caminando, con canciones propias como el anterior. En este álbum ejercerá labores de producción, ayudado por el percusionista y musicólogo Raúl Frayle. La presentación tuvo lugar en Logroño el 15 de noviembre en el Auditorio del Ayuntamiento y el 14 de diciembre en el Teatro Ideal de Calahorra, acompañado por la banda original del disco, Los Notables.
Las canciones de este álbum son:
- Adiós a las nubes
- Cosas que perdimos
- Luces de pasión
- ¡¡¡Frío!!!
- Malos tiempos, puentes rotos
- Gracias por la vida
- Sígueme
- María
- Charlatanes al plató
- Apostando fuerte (epílogo)

### El futuro es cada mañana (2015)
En mayo de 2015 sale a la venta su tercer álbum, titulado El futuro es cada mañana, nuevamente con todos los temas compuestos por el cantante. La presentación tendrá lugar de nuevo en el Teatro Ideal de Calahorra el 23 de mayo, y una semana más tarde en la Sala Sum de Logroño. 
11 temas componen este disco:
- Me han dicho de un lugar
- Solo tiene dinero
- Corrupción e impunidad
- Los 4 jinetes
- ¡Qué sola te estás quedando!
- El futuro es cada mañana
- ¿Dónde van los sueños?
- Ay, mi amor
- Un día especial
- Gracias a la música
- Epílogo – Abuelo sabio

## Hechos notables
- El 8 de diciembre de 2006, fecha del aniversario de la muerte de John Lennon, cantó en The Cavern, sitio donde The Beatles comenzaron a tocar, las míticas canciones Imagine y Jealous Guy.